# الشيخ حسن (المنيا)
قرية الشيخ حسن  هي إحدي القرى التابعة لمركز مطاي بمحافظة المنيا في جمهورية مصر العربية. حسب إحصاءات سنة 2006، بلغ إجمالي السكان في الشيخ حسن 5283 نسمة، منهم 2747 رجل و2536 امرأة.